# Уили Бъргдорфър
 Уили (или Вили) Бъргдорфър (на английски и на немски: Willy Burgdorfer) е американски ентомолог, паразитолог и бактериолог, водещ учен в света в областта на медицинската ентомология. Открива бактериалния патоген спирохета Borrelia burgdorferi – причинител на Лаймската болест, поради което бактерията е наречена в негова чест „бургдорфери“.

## Произход и образование (1925 – 1952)
Роден е на 27 юни 1925 година в Базел, Швейцария, в семейството на Карл и Елза Бургдорфер. Баща му е полицейски служител в Криминално-следствения отдел, а майка му – домакиня.
Началното си образование завършва в Клайнхюниген, след което през 1936 постъпва в базелска прогимназия и я завършва през 1944 г. През пролетта на същата 1944 постъпва като студент във Философския и природонаучен факултет на Базелския университет. По време на следването си проявява интерес към африканските и тропическите болести, както и към Ку-треската и нейни епидемии в Швейцария. От 1949 до 1950 г. е научен сътрудник в Библиотеката на Швейцарския тропически институт в Базел (на немски: Bibliothek des Schweizerischen Tropeninstitutes in Basel).
През 1952 получава в Базелския университет ѝ докторската си степен по зоология, паразитология и бактериология. Дисертацията му е на тема африканската рецидивираща треска (възвратен тиф), причинена от спирохетата Борелия дутонии (Borrelia duttonii) и нейния паразитен вектор – кърлежа Ornitnodoros moubata. Той изучава развитието на болестта и ефективността на кърлежа в пренасянето на болестотворните спирохети по време на паразитиране върху животно гостоприемник.

## Научна дейност (1952 – 1986)

### Изследвания в САЩ
След първоначално проявения интерес към болести, предизвикани след паразитиране от кърлежи, той се включва като изследовател в работата на Роки Маунтън Лаборатори (на английски: Rocky Mountain Laboratory (RML), Лаборатория на Скалистите планини), а след това и на Националния здравен институт в Хамилтън, Монтана.

### Професионално развитие
През 1952 г. става щатен изследовател за RML. През 1957 става американски гражданин и малко след това започва работа като медицински ентомолог отново за RML. Изследванията на д-р Бъргдорфър върху взаимодействията между патогените на заболявания при хора и животни с техните вектори артроподи, (особено кърлежите, бълхите и комарите) са публикувани в повече от 225 статии и книги и покриват широка сфера, включително възвратен тиф, чума, туларемия, колорадска кърлежова треска, петниста треска на Скалистите планини и други бактериални и вирусни болести.
Световна слава му донася откритието през 1982 г. на причинителя на дълго проучваната Лаймска болест, както и подобни прояви в Европа – спирохетата Борелия бургдорфери, наречена на негово име.
През цялата си кариера Бъргдорфър участва в редица здравни семинари и конгреси под егидата на Световната здравна организация (СЗО) и други здравни организации. От 1967 до 1972 г. е член-кореспондент на Епидемиологичната комисия на въоръжените сили. За няколко години (1968 – 1971) е ръководител на изследователския проект върху рикетсийни зоонози в Египет. От 1979 до 1986 ръководи спонсориран от СЗО Референтен център за рикетсийни болести в RML Монтана, САЩ.

## Следващи години (1986 – 2014)
Въпреки че се пенсионира през 1986 Бъргдорфър продължава да сътрудничи на RML.
Умира от усложнения причинени от болестта на Паркинсон на 17 ноември 2014 година в Хамилтън, САЩ, на 89-годишна възраст.

## Избрани публикации
- Burgdorfer, W. Analyse des Infektionsverlaufes bei Ornithodoros moubata (Murray) unter Berücksichtigung der natürlichen Übertragung von Spirochaeta duttoni. Acta Trop. 8:193 – 262, 1951.
- Burgdorfer, W. and Ekland C. M. Studies on the ecology of Colorado tick fever virus in western Montana. Amer. J. Hyg. 69:127 – 137, 1959.
- Burgdorfer, W. Evaluation of the fluorescent antibody technique for the detection of Rocky Mountain spotted fever rickettssiae in various tissues. Path. Microbiol. (Switzerland) 24 (Suppl.) 27 – 39, 1961.
- Burgdorfer, W. Hemolymph test. A technique for detection of rickettsiae in ticks, Amer. J. Trop. Med. 19:1010 – 1014, 1970.
- Burgdorfer, W., Barbour, A. G., Hayes, S. F., Benach, J. L., Grunwaldt E., and Davis, J. P. Lyme disease – a tick-borne spirochetosis? Science 216:1317 – 1319, 1982.
- Burgdorfer, W. Discovery of the Lyme disease spirochete and its relation to tick vectors. Yale J. Biol. Med. 57:518 – 520, 1984.
- Burgdorfer, W. How the discovery of Borrelia burgdorferi came about. Clin. Dermatol. 11:335 – 338, 1993.
- Burgdorfer, W. Arthropod-Borne Spirochetoses. A Historical Perspective, Editorial, Eur. J. Clin. Microbiol. Infect. Dis. 201: 1 – 5, 2001.